# FAUR A20D-P
A20D-P – pojazd kolejowy w skład którego wchodzi jeden wagon silnikowy z dwiema kabinami sterowniczymi na każdym z końców (polskie oznaczenie serii MBxd2) oraz dwa wagony doczepne A20D-P, produkowany w zakładach FAUR w Bukareszcie w latach 1983-1988.

## A20D-P
A20D-P wyprodukowano tylko dla potrzeb PKP w liczbie 32 egzemplarzy. Poszczególne człony nie są ze sobą trwale połączone, łączone są typowym dla polskich kolei wąskotorowych sprzęgiem orczykowym. PKP nadały każdemu wagonowi osobne oznaczenia, traktując każdy jako oddzielną jednostkę taboru – wagony silnikowe noszą oznaczenie serii MBxd2, a wagony doczepne Bxhpi. PKP zamówiły także 38 sztuk dodatkowych wagonów doczepnych, które miały być używane jak normalne wagony w składach pociągów prowadzonych lokomotywami - 13 sztuk na tor 750 mm, 16 sztuk na tor 1000 mm oraz 9 sztuk na tor 785 mm, przebudowane później na 750 mm (na tor 785 mm nie został wyprodukowany żaden wagon motorowy tej serii). W związku z tym, iż wagony nie są ze sobą trwale połączone, istnieje możliwość dowolnego konfigurowania składów - można na przykład do wagonu motorowego doczepić innego typu wagony pasażerskie lub towarowe, a wagony doczepne włączyć w skład tradycyjnych pociągów.

## Błędne oznaczanie wagonu doczepnego
W wielu miejscach można znaleźć błędne informacje, iż wagon doczepny ma inne oznaczenie fabryczne (A208P). Tymczasem w dokumentacji jak i na tabliczkach znamionowych na pojazdach można odczytać, że wszystkie wagony noszą oznaczenie A20D-P, a każdy z trzech wagonów składających się na jeden zestaw trakcyjny ma taki sam numer seryjny.